# 합주 협주곡
합주 협주곡(concerto grosso, 콘체르토 그로소)이란 악곡의 형식의 하나로, 몇 개의 독주악기로 이루어진 소악기군인 콘체르티노와 보다 큰 합주단인 리피에노가 함께 하는 형식이다.
이 명칭이 처음으로 사용된 것은 1698년에 로렌초 그레고리(1700년 경)에 의해서라고 전해지나, 그 이전에도 이미 코렐리나 알렉산드로 스트라델라(1645경-1682)가 이 원리를 바탕으로 한 작품을 남기고 있다. 콘체르티노의 악기군으로서 이탈리아에서는 2개의 바이올린과 콘티누오라는 편성을 많이 볼 수 있는데, 이것이 곧 트리오 소나타의 편성이다. 한편 독일에서는 독주악기로서 관악기를 즐겨 썼다. 이탈리아 양식에 따른 가장 좋은 예로는 헨델의 《콘체르토 그로소 모음집》이 있으며, 또한 바흐의 《브란덴부르크 협주곡》도 뛰어나다.

## 같이 보기
- 협주곡
- 협주교향곡